# 부산광역시도 제12호선
부산광역시도 제12호선은 엄궁대교를 중심으로 강서구 지사동 녹산터널과 동구 북항을 잇는 부산광역시의 도로이다.
엄궁대교 착공 문제로 인해 전 구간 개설되지 않았으며, 계획 상으로만 남아있는 도로이다. 2012년 11월 28일부터 부산 ~ 창원간 도로 부산광역시 구간이 이 노선에 포함되었으며, 2017년 12월 27일에 북항까지 연장 지정되었다.

## 연혁
- 2001년 7월 26일 : 부산광역시도 제12호선 지사로(가칭)로 부산과학산업단지 ~ 가야로 16.2 km 구간 노선 지정[1]
- 2007년 6월 13일 : 노선 구간을 세산삼거리 ~ 가야로 12.8km로 변경[2]
- 2012년 11월 28일 : 노선명을 부산광역시도 제12호선 엄궁대교로 변경 및 노선 구간을 창원2터널 부산경계 ~ 엄궁1교차로 12.7km로 변경[3]
- 2015년 9월 23일 : 경상남도 김해시 장유3동 ~ 부산광역시 강서구 미음동 미음 교차로 3.78 km 구간을 자동차 전용도로로 지정[4]
- 2017년 12월 27일 : 노선명을 부산광역시도 제12호선 엄궁대로(가칭)로 변경 및 노선 구간을 창원2터널 부산경계 ~ 북항 20.5km로 변경[5]

## 주요 경유지
부산광역시
- 강서구 - 엄궁대교 - 사상구 - 동구

## 노선
- (■) : 자동차 전용도로 구간

| 구간                                | 이름                                | 접속 노선 | 소재지                              | 소재지                              | 비고                                    |
| 지방도 제1030호선 남해안대로와 직결 | 지방도 제1030호선 남해안대로와 직결 | 지방도 제1030호선 남해안대로와 직결                                                                               | 지방도 제1030호선 남해안대로와 직결 | 지방도 제1030호선 남해안대로와 직결 | 지방도 제1030호선 남해안대로와 직결     |
| ----------------------------------- | ----------------------------------- | --- | ----------------------------------- | ----------------------------------- | --------------------------------------- |
| 남해안대로                          | 녹산터널                            | | 부산광역시                          | 강서구                              | 사상 방면 연장 888m 창원 방면 연장 877m |
| 남해안대로                          | 지사교 녹산 요금소                  | | 부산광역시                          | 강서구                              |                                         |
| 남해안대로                          | 미음터널                            | | 부산광역시                          | 강서구                              | 사상 방면 연장 274m 창원 방면 연장 300m |
| 남해안대로                          | 미음 교차로                         | 미음산단로 | 부산광역시                          | 강서구                              |                                         |
| 남해안대로                          | 세산 교차로 (세산교)                | 국가지원지방도 제58호선 부산광역시도 제77호선 (가락대로) 국가지원지방도 제69호선 부산광역시도 제1001호선 (생곡로) | 부산광역시                          | 강서구                              |                                         |
| 미정                                | (교차로 명칭 미정)                  | 부산광역시도 제21호선 (제도로)                                                                                    | 부산광역시                          | 강서구                              | 미개통                                  |
| 미정                                | (교차로 명칭 미정)                  | 부산광역시도 제31호선 (공항로)                                                                                    | 부산광역시                          | 강서구                              | 미개통                                  |
| 미정                                | 엄궁대교                            | | 부산광역시                          | 강서구                              | 미개통                                  |
| 미정                                | 엄궁대교                            | 사상구 | 부산광역시                          |                                     | 미개통                                  |
| 미정                                | (교차로 명칭 미정)                  | 부산광역시도 제66호선 (강변대로)                                                                                  | 부산광역시                          | 미개통                              |                                         |
| 미정                                | 엄궁 교차로                         | 부산광역시도 제41호선 (낙동대로)                                                                                  | 부산광역시                          | 미개통                              |                                         |

## 같이 보기
- 엄궁대교